# Macrochiton adjutor
Macrochiton adjutor är en insektsart som beskrevs av Brunner von Wattenwyl 1895. Macrochiton adjutor ingår i släktet Macrochiton och familjen vårtbitare. Inga underarter finns listade i Catalogue of Life.